# Banjar Sengon
Banjar Sengon is een bestuurslaag in het regentschap Jember van de provincie Oost-Java, Indonesië. Banjar Sengon telt 3860 inwoners (volkstelling 2010).